# Îles du Salut

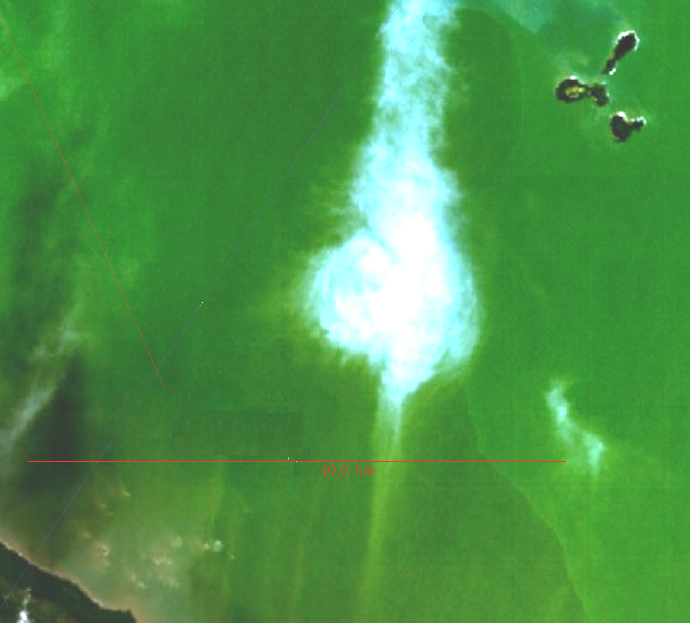
In quest'immagine dall'alto, l'arcipelago si trova in alto a destra, mentre la costa della Guyana Francese è in basso a sinistra

Le Isole du Salut (in francese: Îles du Salut), cioè "Isole della Salvezza", sono un piccolo arcipelago di origine vulcanica che si trova nell'Oceano Atlantico, circa 11 chilometri al largo della costa della Guyana francese, cui appartengono politicamente. Benché esse siano solo a 14 chilometri da Kourou, fanno parte della municipalità di Caienna.
Il gruppo è formato da tre isole, che da nord a sud sono:
| Isola            | Area (ha) | Altezza (m) |
| ---------------- | --------- | ----------- |
| Île du Diable    | 14        | 40          |
| Île Royale       | 28        | 66          |
| Île Saint-Joseph | 20        | 30          |
| TOTALE           | 62        | 136         |

L'Île du Diable è meglio conosciuta col nome di Isola del Diavolo, un'isola su cui si trovava una colonia penale francese in uso per quasi un secolo, fra il 1852 e il 1946. Oggi le isole sono una popolare meta turistica.